# حلفة البئر

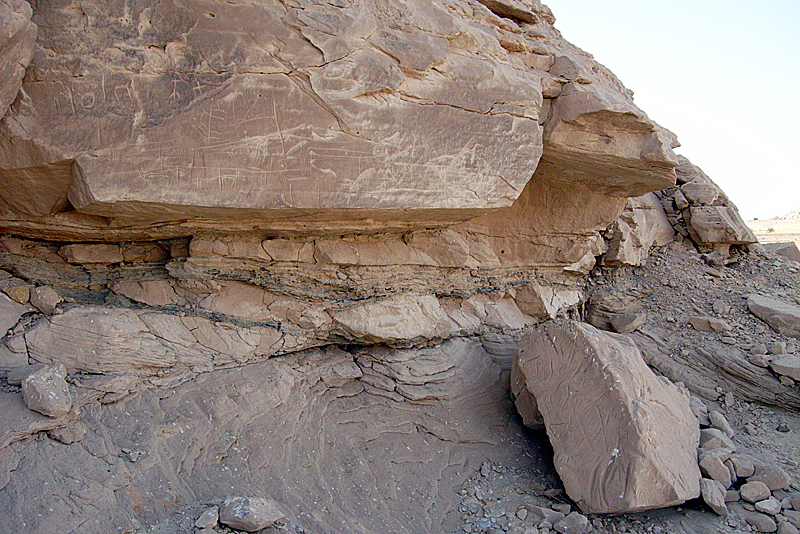
نقوش صخرية ما قبل التاريخ في حلفة البئر

حلفة البئر هو موقع أثري في الواحات الداخلة بمحافظة الوادي الجديد، مصر. الصخرة مغطاة بالعديد من النقوش الصخرية من عصور ما قبل التاريخ إلى العصر القبطي اليوناني. بالإضافة إلى الرسوم جنوب تينيدا، فهي من بين أهم المنحوتات الصخرية في الوادي، والتي يجب أن تهم علماء الآثار في المقام الأول.

## الموقع والتاريخ
يقع على درب الطويل الذي يبلغ طوله حوالي 360 كيلومترًا، والذي يؤدي من أسيوط أو بن عدي في وادي النيل إلى تينيدا أو في منتصف الطريق بين عين الأصيل ونقب بلاط. وهذا يفسر أيضًا التكرار المتكرر للنقوش الصخرية في هذه المرحلة. تعود الرسوم إلى عصور ما قبل التاريخ وعصر ما قبل الأسرات إلى العصر القبطي اليوناني.

## المعالم

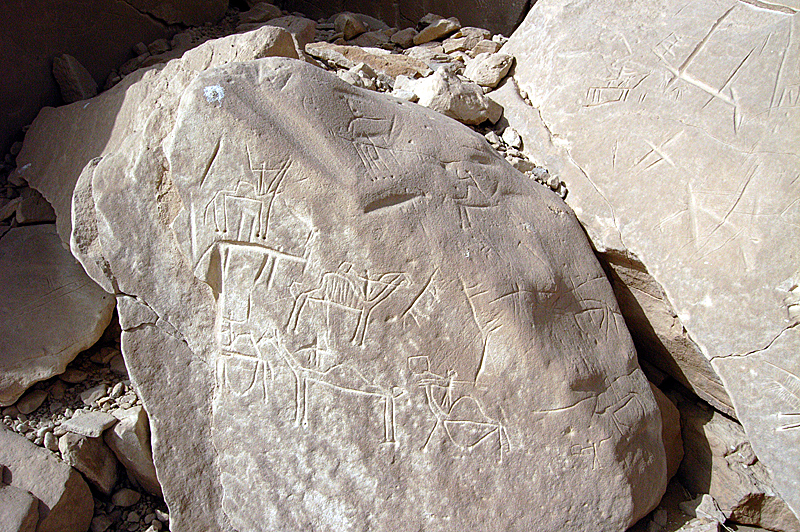
أمثلة على الأشخاص وحيوانات الدواب من عصور ما قبل التاريخ

تتميز المناظر الطبيعية في هذه المرحلة بعدة تلال متوازية ضيقة من الحجر الرملي، والتي يتم توجيهها تقريبًا من الجنوب الغربي إلى الشمال الشرقي. إلى الشمال من هذه الصخور توجد كثبان رملية.
توجد النقوش الصخرية بشكل أساسي على الأجنحة الشمالية الغربية والجانب الشرقي اللاحق من سلسلة التلال الصخرية الطويلة والضيقة. تشمل صور الحيوانات من عصور ما قبل التاريخ وأوائل عصر الأسرات، الظباء والنعام والزرافات والفيلة. نشأت صور الأشخاص بالملابس المصرية القديمة ورعاة الماشية وكذلك المراكب من العصور المصرية القديمة. هذا الأخير غير معتاد في الصحراء أو السهوب، ولكن ربما يكون له صلة بألقاب مثل قبطان السفينة لحكام الواحات المحليين في الأسرة المصرية السادسة.